# Якушево (Октябрьское сельское поселение)
В Рыбинском районе есть ещё одна деревня с таким названием, в Судоверфском сельском поселении.
Я́кушево (на топокарте Якушово) — деревня Ломовского сельского округа в Октябрьском сельском поселении Рыбинского района Ярославской области.
Деревня расположена на спускаюшемся к реке склоне, на расстоянии около 500 м от правого берега реки Малая Эдома. С северо-востока от деревни в непосредственной близости стоит деревня Сидорово. Выше по течению на том же берегу стоит деревня  Лаврово, к которой ведёт просёлочная дорога и через которую можно попасть на автомобильную дорогу, связывающую посёлок Лом с автомобильной дорогой P151 Ярославль-Рыбинск. На противоположном левом берегу Малой Эдомы напротив Якушево стоит деревня Лапино .
Деревня Якушева указана на плане Генерального межевания Борисоглебского уезда 1792 года. В 1825 Борисоглебский уезд был объединён с Романовским уездом. По сведениям 1859 года деревня относилась к Романово-Борисоглебскому уезду .
На 1 января 2007 года в деревне не числилось постоянных жителей. Почтовое отделение посёлка Лом обслуживает в деревне 4 дома .